# Platycis consobrina
Platycis consobrina is een keversoort uit de familie netschildkevers (Lycidae). De wetenschappelijke naam van de soort werd in 1902 gepubliceerd door Jules Bourgeois.